# IC 5231
IC 5231 ist eine linsenförmige Galaxie vom Hubble-Typ S0-a im  Sternbild Pegasus am Nordsternhimmel. Sie ist schätzungsweise 343 Millionen Lichtjahre von der Milchstraße entfernt und hat einen Durchmesser von etwa 100.000 Lj. 

Im selben Himmelsareal befindet sich u. a. die Galaxie NGC 7332.
Das Objekt wurde am 9. Oktober 1895 von  Stéphane Javelle entdeckt.